# Brihaspa autocratica
Brihaspa autocratica là một loài bướm đêm trong họ Crambidae.